# 发轮镇
发轮镇，是中华人民共和国四川省内江市资中县下辖的一个乡镇级行政单位。2019年12月，撤销配龙镇，将其所属行政区域划归发轮镇管辖。

## 行政区划
发轮镇下辖以下地区：
发轮场社区、筒车坳村、登贵桥村、王家沟村、石桥田村、白庙村、寨子寺村、黄柳村、花秋村、伯仲村、龙水村、牛儿山村、五龙村、莲花石村、天池村、庙沟村、三界村、古堰村、林场村、学田村、永新村、万寿村、细心村、万民村、三星村、余家场村和永年村。